# Brian Burnett

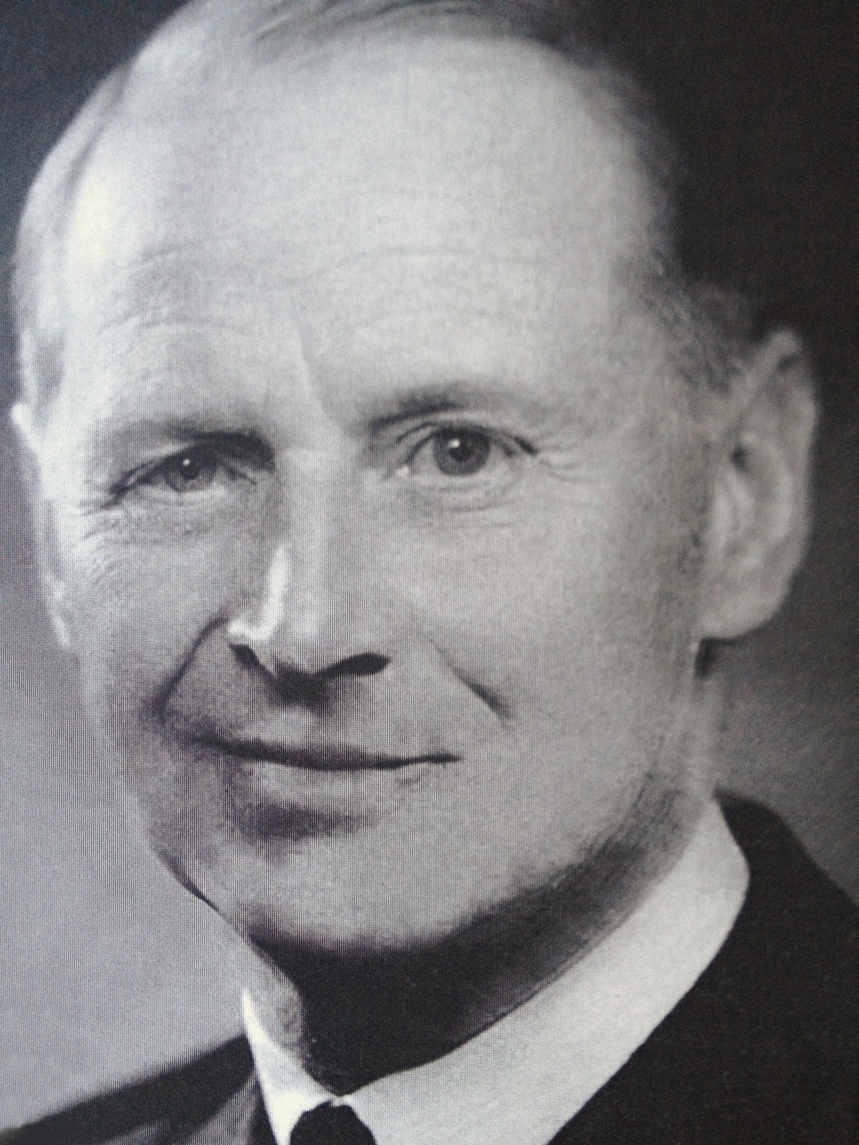
Brian Burnett

Sir Brian Kenyon Burnett GCB DFC AFC (* 10. März 1913 in Hyderabad, Indien, damals Britisch-Indien; † 16. September 2011) war ein britischer Air Chief Marshal der Royal Air Force (RAF), der als junger Fliegeroffizier die Squash- und Tennis-Meisterschaften der RAF gewann und in Wimbledon spielte, einen Langstreckenrekordflug absolvierte sowie später als langjähriger Vorsitzender des All England Lawn Tennis and Croquet Club zehn Jahre die Wimbledon Championships leitete.

## Leben

### Studium und Ausbildung
Burnett wuchs in Hyderabad auf, wo sein Vater Rektor des Nizam College war, und studierte nach dem Besuch der Charterhouse School Moderne Sprachen an der Ruprecht-Karls-Universität Heidelberg sowie dem Wadham College der University of Oxford. Während seines Studiums gewann er zweimal die College-Meisterschaften in Squash und Tennis und vertrat die University of Oxford auch bei Hockey-Wettbewerben. Beim Tenniswettbewerb gegen die University of Cambridge schlug er 1933 seinen dort studierenden älteren Bruder Douglas Burnett.
Nachdem er Flugunterricht bei der Fliegerstaffel der University of Oxford erhalten hatte, trat er im September 1934 in die Royal Air Force ein und flog ein Hawker Hart-Kampfflugzeug in der 18. Fliegerstaffel. Auch während seiner militärischen Ausbildung spielte er Squash und Tennis für die RAF und gewann Anfang 1937 die Meisterschaften zwischen England und Schottland und war damit der erste Angehörige der RAF der beide Wettbewerbe gewann. Nach Beendigung eines Sondernavigationslehrgangs wurde Burnett im Dezember 1937 für die Long Range Development Unit (LRDU) der RAF ausgewählt, die Einheit für Langstreckenflugtests.

### Weltrekordflug von Ismailia nach Darwin
Burnett wurde weltweit bekannt als er 1938 als Navigator und zweiter Pilot eines Vickers Wellesley-Bombers ein Rekord-Nonstopflug von Ismailia in Ägypten nach Darwin in Australien flog. Am 24. Oktober 1938 erreichten vier einmotorige Vickers Wellesley-Flugzeuge der LRDU Ismailia, um sich auf den Flug nach Australien vorzubereiten. Drei dieser Bomber, davon Burnetts Flugzeug, wurden für den Rekordflug ausgewählt. Zur weiteren Besatzung gehörten der erste Pilot, Fliegerleutnant Andrew Combe sowie Sergeant Gray als dritter Pilot und Funker. Am Morgen des 5. November 1938 brachen die drei Flugzeuge Richtung Darwin auf, wobei Burnetts Flugzeug Probleme mit dem Fahrwerk hatte, das sich nicht einfahren ließ. Erst nach einer Stunde gelang es der Besatzung das Fahrwerk einzufahren.
Die Flugroute führte die Flugzeuge über den Persischen Golf, Indien und Singapur, ehe einer der Bomber über Timor wegen Treibstoffmangels zur Landung gezwungen wurde. Die zwei verbliebenen Flugzeuge erreichten mit 90 Litern Resttreibstoff Darwin, vollendeten den Nonstopflug von rund 11.500 Kilometern in rund 48 Stunden und stellten damit einen neuen Weltrekord auf. Für diese Leistung wurde Burnett mit den anderen Besatzungen mit dem Air Force Cross ausgezeichnet.
1939 gewann er erneut die Tennis-Einzelmeisterschaft der RAF.

### Zweiter Weltkrieg und Nachkriegszeit
Mit Ausbruch des Zweiten Weltkrieges wurde Burnett mit der RAF Advanced Air Striking Force nach Reims in Frankreich verlegt, ehe er 1940 ins Hauptquartier der 4. Bombergruppe nach England zurückkehrt. Um Einsatzerfahrung zu sammeln, wurde er zum Flugkommandeur einer Staffel von Armstrong-Whitworth-Whitley-Bombern ernannt und griff mit diesen die Dockanlagen in Kiel und Hamburg, ehe er anschließend die beiden Schlachtschiffe der Kriegsmarine Scharnhorst und die Gneisenau vor Brest bombardierte. Als Kommandeur bewies er dabei mehrmals besonderen Mut und flog beispielsweise trotz massiver Flugabwehr erneute Angriffe auf die Hamburger Dockanlagen.
Nachdem er im Mai 1941 zum Wing Commander befördert worden war, übernahm er das Kommando über die 51. Fliegerstaffel. Im Dezember 1941 wurde er mit dem Distinguished Flying Cross (DFC) geehrt und Kommandeur einer Flugnavigationsschule in Kanada.
In den ersten Nachkriegsjahren spielte er wiederum Tennis als Mannschaftskapitän der RAF, die die Mannschaft der Army schlug, und spielte daneben nicht nur bei den Wimbledon Championships, sondern auch in einem englischen Team, das an Tenniswettkämpfen in Deutschland teilnahm.
Nachdem er drei Jahre Stabsoffizier beim Militärstabsausschuss der Vereinten Nationen in New York City Verwendung gefunden hatte, wurde er Offizier im Vereinigten Planungsstab im Verteidigungsministerium, wo er bei Einführung des Marshallplans und der Gründung der NATO half. Daneben gewann er zum fünften Mal die Squash-Meisterschaften der RAF und schlug abermals seinen älteren Bruder bei Militärmeisterschaften. 1950 waren Burnett und sein älterer Bruder Tennismeister der RAF sowie der British Army.
1951 kehrte er ins RAF Bomber Command und wurde Leitender Stabsoffizier in der 3. Bombergruppe. In diese Zeit fiel die Indienststellung der English Electric Canberra, einem Bomber aus der ersten Generation von Strahlflugzeugen, sowie die Vorbereitung zur Einführung der V-Bomber. Im Juni 1954 wurde er Kommandeur der ersten Basis der V-Bomber der RAF in Gaydon.

### Aufstieg zum Air Chief Marshal
Sein Aufstieg innerhalb der RAF begann spätestens als er im Juni 1956 zum Air Commodore befördert und zum Direktor der Bomber-Operationen im Luftfahrtministerium ernannt wurde. In dieser Funktion beobachtete er den Abwurf der ersten britischen Wasserstoffbombe bei der Weihnachtsinsel am 8. November 1957 und war darüber hinaus maßgeblich an den Planungen zum Bombereinsatz während der Suezkrise beteiligt. In der Folgezeit schlossen sich leitende Verwendungen im Hauptquartier des Bomberkommandos sowie als Kommandierender Offizier der 3. Bombergruppe an, in dem er auch einen vierstrahligen Handley-Page-Victor-Bomber an. 1961 wurde er Commander des Order of the Bath.
1964 erfolgte seine Ernennung zum Vizechef des Luftwaffenstabes (Vice Chief of the Air Staff). Während dieser Zeit kam es zu zahlreichen wichtigen Entwicklungen bei den Fähigkeiten und Aufgaben der RAF wie die Planung zur Einführung einer neuen Generation von Kampfflugzeugen. Aufgrund der Entscheidung von Verteidigungsminister Denis Healey die Lufttransportflugzeuge der Royal Navy nicht mehr zu ersetzen, wurde Burnett mit der Aufgabe betraut, ein Verfahren zu entwickeln, die Marine mit landgestützter Luftunterstützung zu fördern. 1965 erfolgte seine Ernennung zum Knight Commander des Order of the Bath und damit verbunden die Erhebung in den persönlichen Adelsstand als „Sir“.
Anschließend wurde er 1967 als Luftfahrtsekretär (Air Secretary) Verantwortlicher für die Laufbahnplanung, Beförderungen und Ernennungen von Offizieren der RAF im Luftfahrtministerium. Darüber hinaus wurde er 1969 Großoffizier des Finnischen Ordens der Weißen Rose.
Im Mai 1970 folgte seine Beförderung zum Air Chief Marshal sowie Ernennung zum Oberkommandierenden des British Far East Command. In dieser Funktion war er zuständig für die Durchsetzung der Beira Patrol zwischen Ostafrika, Australien und Neuseeland. Dieses Kommando übernahm er kurz vor der Ankündigung der Auflösung des Far East Command durch Premierminister Harold Wilson. Seine wichtigste Aufgabe war die Organisation von ANZUK, eines kleinen britischen, australischen und neuseeländischen Truppenkontingents, in Zusammenarbeit mit Armeeeinheiten aus Malaysia und Singapur. Daneben war er Repräsentant Großbritanniens bei Konferenzen der SEATO. Zugleich wurde er zum Knight Grand Cross des Order of the Bath erhoben.
Am 29. Oktober 1971 kam es zur Auflösung des Far East Command im Rahmen einer multinationalen Parade, ehe er im März 1972 in den Ruhestand verabschiedet wurde.

### Vorsitzender des All England Lawn Tennis and Croquet Club
Im April 1972 übernahm er die Funktion des Vorsitzenden des All England Lawn Tennis and Croquet Club, gerade ein Jahr nachdem 81 Spieler der Association of Tennis Professionals (ATP) die Wimbledon Championships boykottiert hatten und die Beziehung zwischen den Spielern und dem Club nach wie vor angespannt waren. Nach seinem Amtsantritt gelang es ihm durch seine ruhige, geduldige und taktvolle Art den Weg für einen Neuanfang zwischen dem Club und ATP zu ebnen. Andererseits sah er sich gezwungen entsprechend dem in den USA begonnenen Trend die Preisgelder zu erhöhen.
Aufgrund seiner militärischen Ausbildung bemühte er sich auch darum, Respekt zwischen Spielern und Schiedsrichtern zu erhalten. Als 1977 der gerade siebzehnjährige John McEnroe erstmals in Wimbledon spielte, war es Burnett, der diesen in die Schranken wies wegen dessen extravaganter Wutausbrüche gegenüber dem Schiedsrichter. Er war darüber hinaus dagegen, die Königliche Tribüne anderweitig zu nutzen, wenn Mitglieder der königlichen Familie nicht anwesend waren.
Nach zehnjähriger Tätigkeit als Vorsitzender des Clubs trat er im März 1984 zurück, blieb aber aktiver Sportler, der bis zum achtzigsten Lebensjahr Ski fuhr, das Golfspielen mit 88 und Tennis erst mit 94 Jahren aufgab. Darüber hinaus war er bis zu seinem Tode Vizepräsident des All England Lawn Tennis and Croquet Club.

## Veröffentlichungen
- A Pilot at Wimbledon: the memoirs of Air Chief Marshal Sir Brian Kenyon Burnett, published Blenheim Press, 2009, ISBN 978-1-906302-13-9[2]